# فرمة الحاج الحسين (تسلطانت)
فرمة الحاج الحسين هو دُوَّار يقع بجماعة تسلطانت، عمالة مراكش، جهة مراكش آسفي في المملكة المغربية. ينتمي الدوّار لمشيخة تسلطانت التي تضم 33 دوار. يقدر عدد سكانه بـ 48 نسمة حسب الإحصاء الرسمي للسكان والسكنى لسنة 2004.

## روابط خارجية
- البوابة الوطنية للجماعات الترابية نسخة محفوظة 12 مارس 2018 على موقع واي باك مشين.
- المندوبية السامية للتخطيط